# Fondation de l'écologie politique
Pour les articles homonymes, voir FEP.
La Fondation de l'écologie politique (FEP) est une fondation d’utilité publique créée en 2012.

## Objectif
« La Fondation de l'écologie politique a pour but de favoriser le rassemblement des idées autour du projet de transformation écologique de la société et de nourrir ainsi des politiques susceptibles d'ouvrir un nouvel espace au progrès humain et à la civilisation. Ce projet de mutation a pour ambition de modifier en profondeur l'organisation économique et sociale, les modes de production et de consommation ainsi que le rapport de l'homme et de la nature,. »

## Historique
La Fondation de l'écologie politique est fondée par le parti Europe Écologie Les Verts qui nomme un tiers des douze membres de son conseil de surveillance . Le parti écologiste avait depuis longtemps l'ambition de créer une fondation politique et avait constitué dès 2009 une association de préfiguration dont l'objet était d'obtenir la reconnaissance d'utilité publique d'une fondation qui porte les idées du courant de pensée écologiste, sur le modèle de la fondation Heinrich-Böll liée aux Verts allemands. Dès sa création, la FEP adhère à la Fondation verte européenne.   
Le 2 novembre 2012, un décret du ministre de l'Intérieur reconnaît la Fondation de l'écologie politique comme fondation d'utilité publique et approuve ses statuts.  
Comme d'autres fondations politiques, la fondation de l'écologie politique est victime de la rigueur budgétaire, ce qui limite ses capacités d'action. Les membres du conseil de surveillance de la fondation contestent la diminution de leurs subventions dans une tribune intitulée « Qui veut la mort de la Fondation de l’écologie politique ? », publiée dans Libération le 8 octobre 2014. 
En 2018, elle reçoit 150 000 euros de la part de l'État. 

### Conseil de surveillance
| Identité            | Période      | Période      |
| Identité            | Début        | Fin          |
| ------------------- | ------------ | ------------ |
| Catherine Larrère   | 2013         | 2016         |
| Lucile Schmid       | 2016         | 2017         |
| Bastien François    | 2017         | 2021         |
| Alice Canabate (d), | 2021         | 14 mars 2024 |
| Cédric Villani      | 14 mars 2024 |              |

| Identité           | Période | Période | Fonction       |
| Identité           | Début   | Fin     | Fonction       |
| ------------------ | ------- | ------- | -------------- |
| Alice Canabate (d) | 2017    | 2021    | Vice-président |
| Marie Toussaint    | 2021    |         | Vice-président |

### Conseil scientifique
En 2022, les membres du conseil scientifique sont : Luc Abadie, Marie-Hélène Bacqué, sociologue-urbaniste, Dominique Belpomme, cancérologue, Catherine Bourgain, généticienne, Matthieu Calame, Laura Centemeri, sociologue, Amy Dahan, mathématicienne, Jean-Paul Deléage, géopolitologue, Jean-Daniel Fekete, chercheur en informatique, Vincent Fristot, chercheur en informatique,  Gaël Giraud, économiste, Jérôme Gleizes, économiste, Alain Gras, sociologue, Virginie Guiraudon, Florence Jamay, Florence Jany-Catrice, économiste, Catherine Jeandel, océanographe, Bernard Laponche, Hervé Le Crosnier, Frédéric Lemarchand, Alice Le Roy, Alain Lipietz, Marc  Lipinsky, Virginie Maris,philosophe,  Dominique Meda, Marion Paoletti, sociologue,  Anne-Caroline Prevot, biologiste, Cécile Renouard, économiste,  Coline Serreau, réalisatrice, Laurence Tubiana, économiste,  Patrick Viveret, philosophe.

## Prix du livre d’écologie politique
La Fondation de l’écologie politique décerne chaque année depuis 2014 un prix du livre d’écologie politique à un ouvrage francophone qui, « par la qualité des idées et réflexions qu’il expose, concourt de manière significative à l’approfondissement de la pensée écologiste, à la compréhension des enjeux écologiques ou à l’élaboration de solutions ou d’actions publiques visant à la transformation écologique de la société ».

### Lauréats
- 2014 : L’Âge des low tech de Philippe Bihouix[12]
- 2015 : Faut-il donner un prix à la nature ? de Jean Gadrey et Aurore Lalucq[13]
- 2016 : Les Diplomates. Cohabiter avec les loups sur une autre carte du vivant de Baptiste Morizot[14],[15]
- 2017 : La Société écologique et ses ennemis de Serge Audier[16]
- 2018 : Les Métropoles barbares de Guillaume Faburel[17]
- 2019 : Une écologie décoloniale. Penser l'écologie depuis le monde caribéen de Malcom Ferdinand[18],[19]
- 2021 : Être écoféministe ; théories et pratiques de Jeanne Burgart-Goutal[20]
- 2022 : Où sont les "gens du voyage" ? Inventaire critique des aires d'accueil de William Acker
- 2023 :  À la recherche de l’écologie temporelle de Madeleine Sallustio[21]
- 2024 : Sans transition. Une nouvelle histoire de l'énergie de Jean-Baptiste Fressoz[22]

## Publications et archives
En 2013, la fondation publie L'écologie est politique.
Depuis 2016, la Fondation est partenaire de la revue Écologie & Politique dont Benoit Monange est membre du comité de rédaction.

### Archives

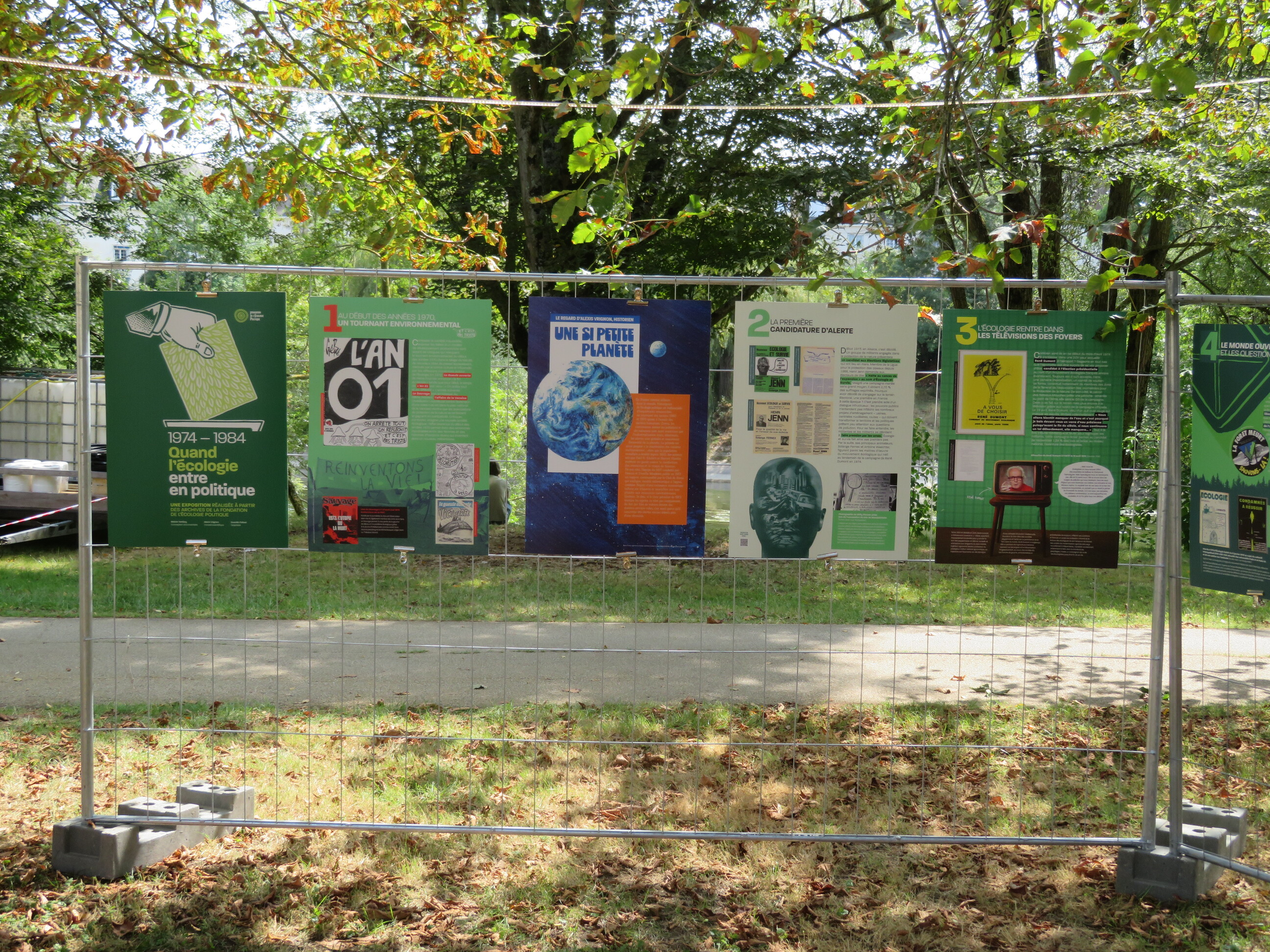
Exposition "1974-1984. Quand l'écologie entre en politique" conçue à partir des archives.

La Fondation de l’écologie politique est dépositaire de plusieurs fonds d’archives de militants ou d’organisations en lien avec l’histoire de l’écologie. Elle accueille régulièrement des chercheurs pour contribuer à la mise en valeur de ces archives. 

### Ouvrages publiés
- L'Écologie politique d'André Gorz, 2014, 69 p.
- Paris Climat 2015 : 20 ans après (en partenariat avec la Green European Foundation), 2015, 196 p.[25].
- Comment saisir les inégalités environnementales ? par Alice Canabate, décembre 2017
- L'Enjeu des nouveaux indicateurs de richesse (avec l'Idies et l'institut Veblen), par Géraldin Thiry et Adeline Guéret, octobre 2015

## Engagements institutionnels et prises de positions
La fondation est membre de la Green European Foundation qui réunit plusieurs fondations écologistes européennes. Elle signe par ailleurs l'appel unitaire à la Marche du siècle du 16 mars 2019.